# Киузбаја (Марамуреш)
Киузбаја (рум. Chiuzbaia) насеље је у Румунији у округу Марамуреш у општини Баја Сприје. Oпштина се налази на надморској висини од 512 m.

## Становништво
Према подацима из 2002. године у насељу је живело 710 становника, од којих су сви румунске националности.